# ماریکور، کبک
ماریکور (به فرانسوی: Maricourt) شهری در منطقه شهری لو وال-سن-فرانسوا ناحیه استری در استان کبک کانادا است. در سرشماری سال ۲۰۱۱ این شهر ۵۱۸ نفر جمعیت داشته‌است و مساحت آن ۶۲٫۰۳ کیلومتر مربع است.